# Wesnianka (obwód chersoński)
Wesnianka (ukr. Веснянка) – wieś na Ukrainie, w obwodzie chersońskim, w rejonie geniczeskim. W 2001 roku liczyła 133 mieszkańców.